# 마이티 모핀 파워레인저
《마이티 모핀 파워레인저》(영어: Mighty Morphin Power Rangers)는 미국의 방송 드라마로, 일본의 《슈퍼전대 시리즈》를 리메이크한 것이다. 파워레인저 시리즈의 제1편에 해당한다. 《공룡전대 주레인저》, 《오성전대 다이레인저》, 《닌자전대 카쿠레인저》를 기반으로 하였다. 1993년 8월 28일부터 1996년 2월 17일까지 폭스 방송의 폭스 키즈에서 방송되었다. 대한민국에서는 KBS에서 수입제작하여 1994년 1월부터 5월까지 《무적 파워레인저》라는 제목으로 방영한 바 있다.